# Myrmeleon (Myrmeleon) bore
Myrmeleon (Myrmeleon) bore is een insect uit de familie van de mierenleeuwen (Myrmeleontidae), die tot de orde netvleugeligen (Neuroptera) behoort. 
Myrmeleon (Myrmeleon) bore is voor het eerst wetenschappelijk beschreven door Tjeder in 1941.